# Álvaro Rodríguez Sastre
Álvaro Rodríguez Sastre (Valladolid, Castilla y León; 11 de junio de 1981) es un piloto de automovilismo español especializado en turismos que ha sido dos veces campeón de copas nacionales monomarca y cinco veces subcampeón de España en diferentes copas. Es uno de los pilotos nacionales más activos del presente siglo y vigente campeón de la Copa Racer.

## Trayectoria

### Inicios
Comenzó su relación con el mundo del automóvil con tan sólo 8 años, cuando su padre, Isidro, le enseñó a conducir en su tierra natal. Más tarde, con 15 tuvo la oportunidad de realizar un curso de conducción bajo la tutela de Emilio de Villota, para dar el salto, un año después, a la modalidad de karting en el campeonato de Castilla y León, donde obtuvo buenos resultados, como una cuarta plaza en la temporada 1997. Desde el año 1998 hasta el 2000 participó en la Fórmula Toyota Castrol, finalizando como mejor piloto júnior la temporada de su debut, aunque sin lograr una notable mejoría en las dos temporadas siguientes.

### Copas Clio, SEAT y MINI

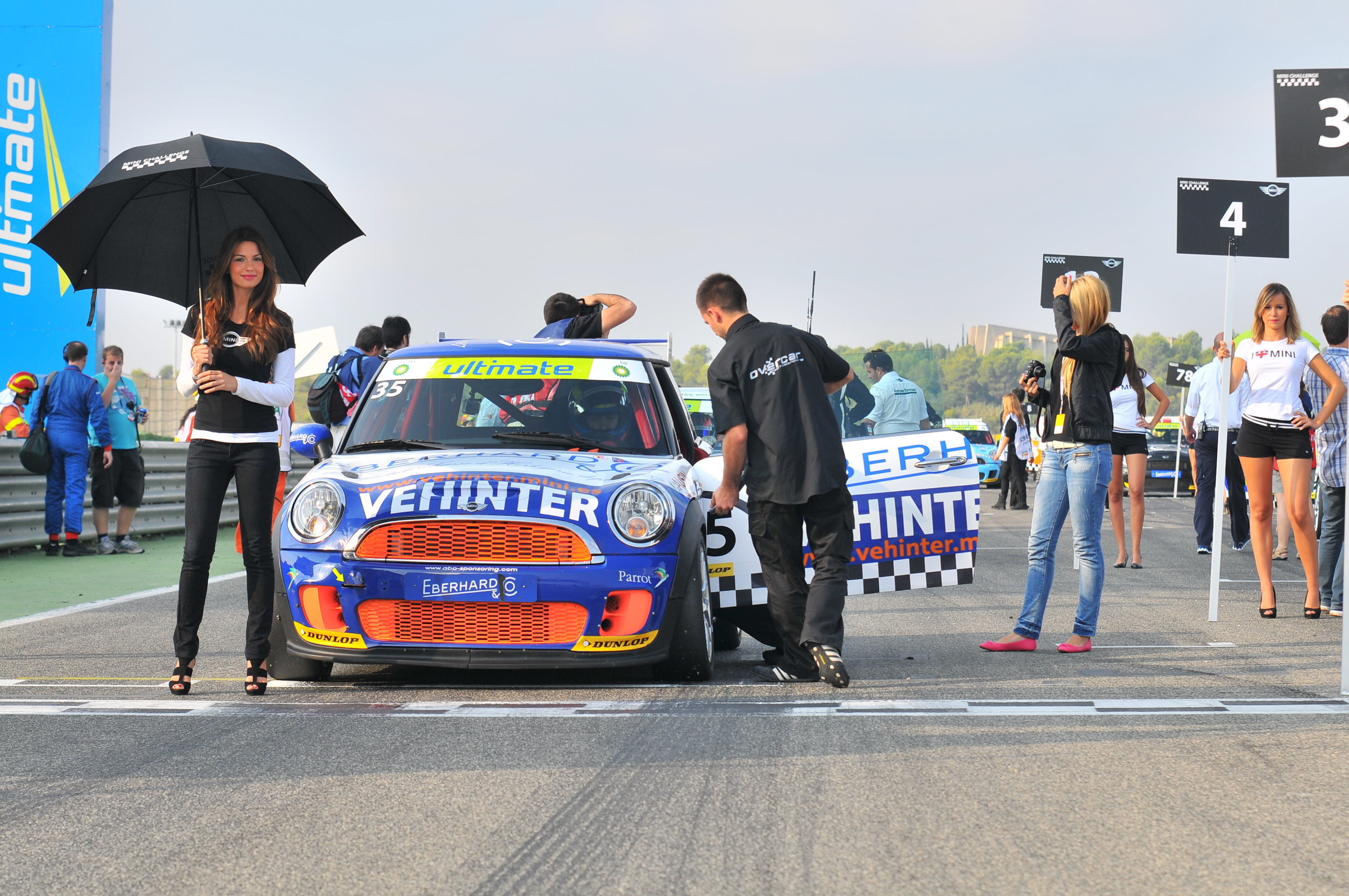
MINI de Vehinter en la pole de Cheste (2011)

Ante la imposibilidad económica de escalar a categorías superiores de monoplazas, Álvaro debuta en 2001 en la Copa Nacional Renault Clio sin equipo y con sólo un mecánico como acompañante, compaginando las carreras con sus estudios de Ingeniería Técnica Mecánica en la universidad. En la primera carrera celebrada en Valencia, sorprendió al marcar el mejor registro en los entrenamientos oficiales, y solo una ligera salida de pista le privó de la victoria cuando era líder en una carrera en la que logró también la vuelta rápida. Al final de la temporada terminó en una meritoria octava posición, siendo el mejor junior del campeonato. En 2002 y ya con un equipo, logró pisar lo más alto del podio por primera vez en Albacete (con pole incluida), terminando el año séptimo. Durante 2003, el piloto de Desguaces La Torre se encontró batallando la victoria en cada cita de la Copa Clio, para terminar finalmente quinto en una temporada donde también fue piloto reserva del equipo oficial Ford Junior Team de rallyes. En 2004 llegó finalmente su primer gran logro, tras ganar 4 carreras, marcar 1 pole y 3 vueltas rápidas, se adjudicó el título de la Copa Clio Renault Sport de circuitos 2004. Además, Rodríguez finalizó tercero absoluto (junto a Joaquín Capsi y Aleix Bozal en un Clio) en la que suponía su primera participación en las 24 horas de Barcelona.
En 2005 migra a la prestigiosa Supercopa SEAT León, donde se reunían los mejores pilotos nacionales de turismos del momento. Su adaptación fue rápida y en esta primera temporada quedaría subcampeón con el Team Elías tras conseguir cinco victorias y siete podios, quedando a 10 puntos del campeón Òscar Nogués tras perder el título en la última carrera debido a una avería. Cerró esa temporada participando en la final Europea Seat European Masters. 
En 2006, con la llegada del Seat León Supercopa MKII Álvaro empezaba de la mejor forma posible con una pole position, vuelta rápida y una histórica primera victoria de esta nueva era, pero más adelante diversos problemas e incidentes no le permitieron lograr tan buenos resultados en carrera, quedando octavo en la clasificación final, aunque esta temporada con Autorey, vencería en los 500km Hyundai Getz junto a Roldán Rodríguez y su hermano Ricardo. En 2007 con Dale Gas, dejó la temporada tras tres rondas disputadas para pasarse al recién creado Open de España de Resistencia.
En 2009 y de la mano del concesionario BMW Vehinter y con su compañero Alberto Cerro, iniciaría su relación con la MINI Challenge España disputando sus tres temporadas de existencia. En la primera lucharon por la victoria final hasta la última carrera, siendo subcampeones del trofeo de concesionarios, pero tras ser excluidos de la última carrera pasaron a ser terceros. Álvaro fue sexto oficialmente en la clasificación individual al no poder participar en una cita. En 2010 fue quinto y en 2011 noveno de las clasificaciones individuales, quedando cuartos y séptimos respectivamente en la de concesionarios. 

### Resistencia

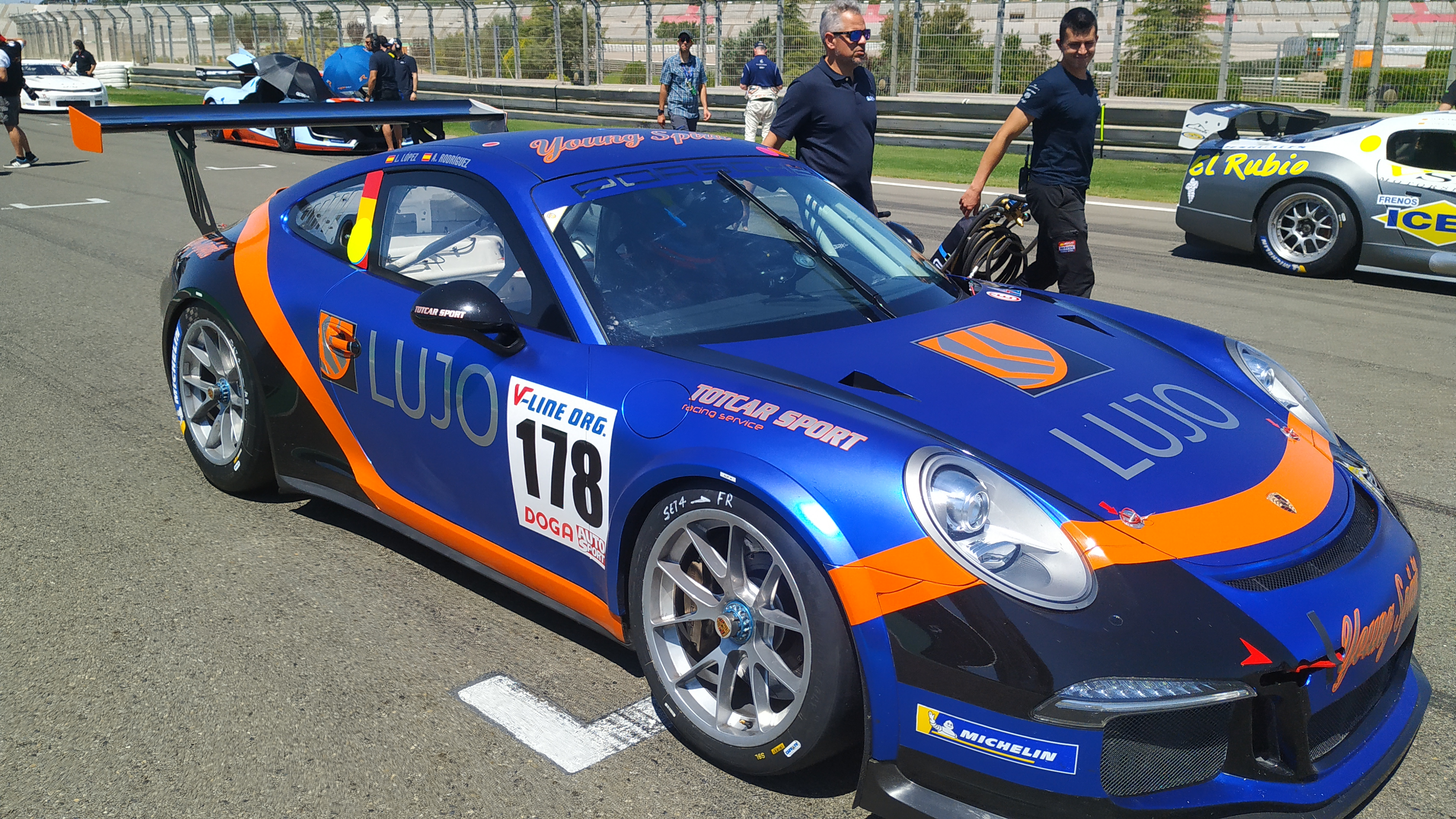
Porsche Cup de Luis López y Álvaro Rodriguez en la parrilla de Valencia del GT-CER 2019

Fiel a la categoría, Álvaro ha estado presente en hasta 13 ediciones del CER, siendo sus mejores resultados en el global los subcampeonatos de 2007 (a pesar de no disputar las dos primera rondas), 2013 en la Clase 2, 2014 y 2015 en la Clase 3. Destacan además sus triunfos absolutos en la División 4 en 2013 con Daniel Díaz-Varela como compañero y en 2022 junto a José Luís López Anós; y sus victorias finales también en la Challenge Clio tanto en 2013 como en 2015.
En 2013 fue también el segundo clasificado de entre 114 pilotos españoles en la Final internacional Peugeot 208 Experience en la que el primero de cada país conseguía un programa como Piloto Oficial Peugeot.  
Disputaría también el campeonato de España de GTs junto a Luis López, a los mandos de Porsche 911 GT3 Cup 997 y 991 tres temporadas: 2016, 2019 y 2020 consiguiendo como mejor resultado ser tercero de la Clase 2 en 2019. 
Aparte de la edición 2004, también ha participado en las 24 Horas de Barcelona en 2008 donde venció en la categoría C2, en 2019 donde fue séptimo en los TCR, en 2021 donde fue tercero y en 2022 donde fue cuarto, todas ellas con el TCR. Estos tres últimos años destacan sus participaciones en las 12 Horas de Paul Ricard y en las 12 Horas de Spa-Francorchamps, donde en este último caso terminaron segundos en 2022 pero fueron relegados al tercer lugar tras una penalización porque se había descolgado un spliter debido un golpe, no dando el TCR la altura mínima en esa zona. En 2023 vuelven a quedar terceros en Spa pero no se presentan a la cita catalana.

### Historic Endurance, GSeries y Copa Racer

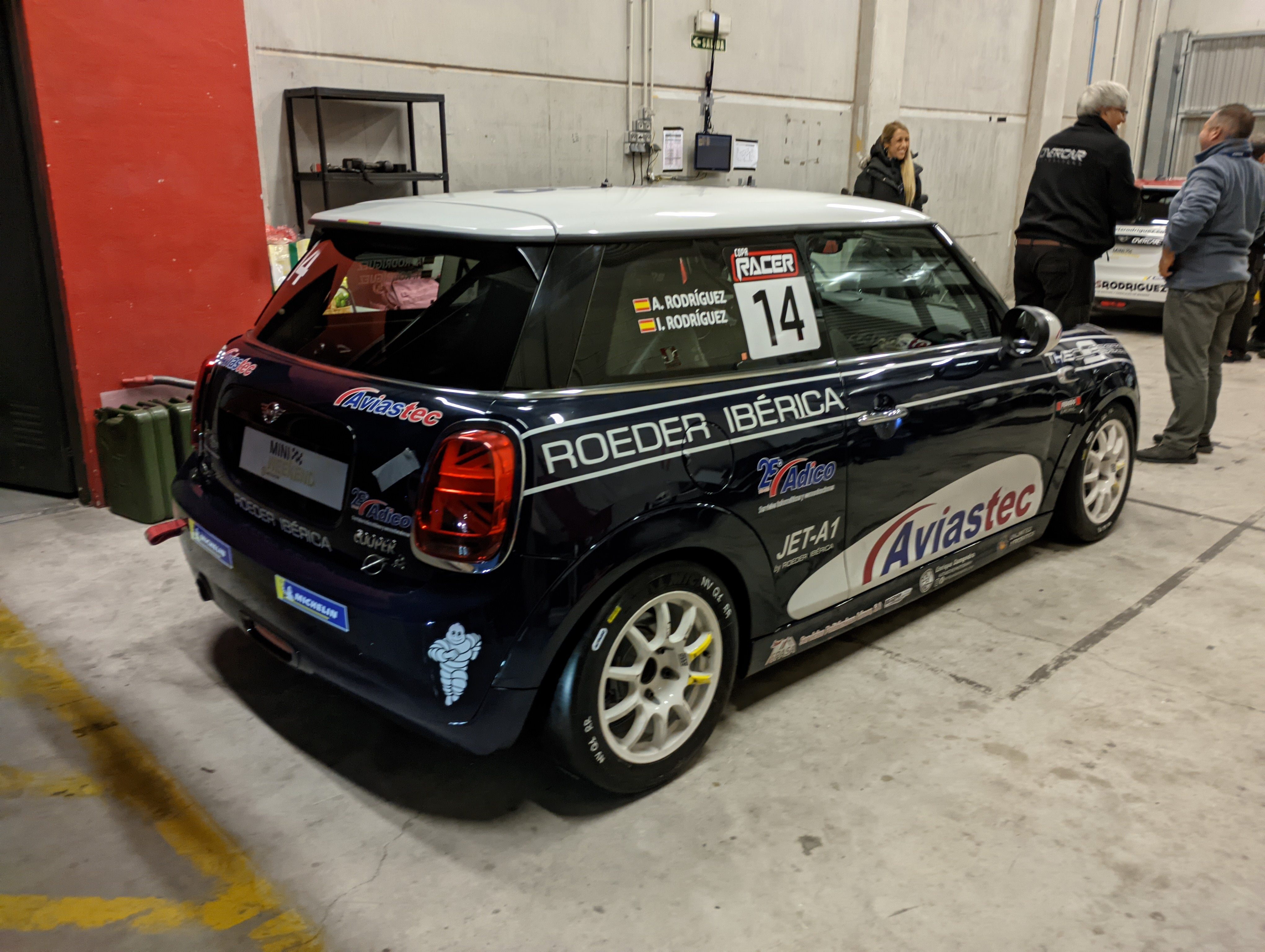
El Aviastec Racing de Álvaro y Nacho Rodríguez en la última cita de la Copa Racer 2022

Entre 2013 y 2018 competiría también con un Porsche 911 3.0 RS Junto a Luis López dentro del Historic Endurance, campeonato de clásicos que se disputa entre España, Portugal, Francia y Bélgica;  en el que conseguiría numerosos éxitos con 13 Victorias, 24 Pódiums, 11 Pole Position y 5 Vueltas rápidas.
En 2019 y 2020 participó en la categoría sobre hielo andorrana GSeries, donde consiguió una victoria cada año para terminar cuarto y quinto respectivamente de la categoría principal. 
En 2021 se apunta junto a Nacho Rodríguez a la Copa Racer con la escudería Aviastec Racing, juntos consiguen tres podios que ayudan a Nacho a conseguir el Trofeo Sergio Tobar al mejor rookie de la temporada. En 2022 repiten, y con dos victorias y tras disputarse el título con otras dos duplas, se proclaman vencedores del campeonato en la última ronda.

## Resumen de trayectoria
| Temporada | Series                               | Escudería                                | Carreras | Victorias | Poles | VR | Podios | Puntos  | Pos.    |
| --------- | ------------------------------------ | ---------------------------------------- | -------- | --------- | ----- | -- | ------ | ------- | ------- |
| 1998      | Fórmula Toyota Castrol 1300          | Francisco Hernández                      | ?        | ?         | ?     | ?  | ?      | 29,5    | 6.º     |
| 1999      | Fórmula Toyota Castrol 1300          | Francisco Hernández                      | 10       | 0         | 0     | 0  | 2      | 42,5    | 6.º     |
| 2000      | Fórmula Toyota Castrol 1300          | TCR Motorsport                           | 10       | 0         | 0     | 0  | 1      | 34      | 6.º     |
| 2001      | Copa Renault Clio                    | Álvaro Rodríguez                         | 7        | 0         | 1     | 1  | ?      | 93      | 8.º     |
| 2002      | Copa Renault Clio                    | Saoca                                    | 8        | 1         | 1     | ?  | 1      | 76      | 7.º     |
| 2003      | Copa Renault Clio                    | Autorey - Desguaces La Torre             | 6        | 1         | ?     | ?  | 4      | 205     | 5.º     |
| 2004      | Copa Renault Clio                    | Autorey - Desguaces La Torre             | 6        | 4         | 1     | 3  | 6      | 195     | 1.º     |
| 2004      | 24 Horas de Barcelona                | Cracs Racing Team                        |          |           |       |    |        |         | 3.º     |
| 2005      | Supercopa SEAT León                  | Team Elías - Escudería Milenio           | 12       | 5         | 3     | 4  | 7      | 159     | 2.º     |
| 2006      | Supercopa SEAT León                  | Team Elías - ABP Sponsoring              | 15       | 2         | 1     | 2  | 2      | 83      | 8.º     |
| 2006      | 500km Hyundai Getz                   | Autorey                                  |          |           |       |    |        |         | 1.º     |
| 2007      | Supercopa SEAT León                  | Dale Gas - ABP Sponsoring                | 8        | 0         | 0     | 0  | 2      | 34      | 14.º    |
| 2007      | Open de España de Resistencia        | Dale Gas - ABP Sponsoring                | 8        | 4         | 3     | 2  | 5      | 171     | 2.º     |
| 2008      | CER                                  | Dale Gas - ABP Sponsoring                | 12       | 1         | 4     | 1  | 2      | 127     | 19.º    |
| 2008      | 24 Horas de Barcelona - C2           | Cracs Racing Team                        |          |           |       |    |        |         | 1.º     |
| 2009      | MINI Challenge España                | Vehinter Dale Gas                        | 10       | 3         | 1     | 1  | 6      | 102     | 6.º     |
| 2010      | MINI Challenge España                | Vehinter Dale Gas                        | 12       | 1         | 0     | 1  | 4      | 85      | 5.º     |
| 2011      | MINI Challenge España                | Vehinter Eberhard Dale Gas               | 13       | 0         | 0     | 0  | 3      | 160     | 9.º     |
| 2012      | CER - Clase 2                        | Escudería Milenio                        | 10       | 1         | 0     | 2  | 4      | 199     | 6.º     |
| 2013      | CER - Clase 2                        | Dale Gas - Kern Pharma                   | 11       | 2         | 1     | ?  | 5      | 199     | 2.º     |
| 2013      | CER - Challenge Clio                 | Dale Gas - Kern Pharma                   | 11       | 7         | 5     | 7  | 8      | 136     | 1.º     |
| 2014      | CER - Clase 3                        | Dale Gas - Kern Pharma                   | 9        | 0         | ?     | ?  | 6      | 237     | 2.º     |
| 2015      | CER - Clase 3                        | R.A.C. Circuito Guadalope - Zero Academy | 11       | 5         | ?     | ?  | 7      | 320     | 2.º     |
| 2015      | CER - Challenge Clio                 | R.A.C. Circuito Guadalope - Zero Academy | 11       | 5         | 8     | ?  | 6      | 117     | 1.º     |
| 2016      | Campeonato de España de GT - Clase 1 | R.A.C. Circuito Guadalope                | 4        | 0         | 0     | 0  | 2      | 62,8    | 4.º     |
| 2017      | CER - Clase 2                        | CD Plemar Sport                          | 3        | 0         | ?     | ?  | 0      | 100     | 11.º    |
| 2018      | CER - Clase 2                        | CD Plemar Sport                          | 8        | 0         | ?     | ?  | 0      | 155,6   | 9.º     |
| 2019      | CER - Clase 2                        | CD Plemar Sport                          | 8        | 0         | ?     | ?  | 1      | 124     | 17.º    |
| 2019      | Campeonato de España de GT           | R.A.C. Circuito Guadalope                | 7        | 0         | 0     | 0  | 2      | 154     | 7.º     |
| 2019      | GSeries Andorra GS                   | Totcar Sport                             | 4        | 0         | 0     | 0  | 3      | 91      | 4.º     |
| 2019      | 24 Horas de Barcelona - TCR          | Totcar Sport - Escudería Motor Terrassa  |          |           |       |    |        |         | 7.º     |
| 2020      | Campeonato de España de GT           | R.A.C. Circuito Guadalope                | 6        | 0         | 0     | 0  | 0      | 148     | 9.º     |
| 2020      | GSeries Andorra GS                   | Totcar Sport                             | 4        | 1         | 0     | 1  | 3      | 89      | 5.º     |
| 2021      | Copa Cooper                          | Aviastec Racing                          | 10       | 0         | 1     | 0  | 3      | 147     | 5.º     |
| 2021      | CER - Clase 3                        | CD Plemar Sport                          | 1        | 0         | 0     | 0  | 1      | no apto | no apto |
| 2021      | 24 Horas de Barcelona - TCR          | Rail Equip by Totcar Sport               |          |           |       |    |        |         | 3.º     |
| 2021      | 12 Horas de Paul Ricard - TCR        | Tictap Totcar Sport                      |          |           |       |    |        |         | 4.º     |
| 2022      | Copa Racer                           | Aviastec Racing                          | 10       | 2         | 1     | 1  | 5      | 192     | 1.º     |
| 2022      | CER - Clase 2                        | CD Plemar Sport                          | 8        | 5         | ?     | ?  | 8      | 199,6   | 4.º     |
| 2022      | 24 Horas de Barcelona - TCR          | Rail Equip by Totcar Sport               |          |           |       |    |        |         | 4.º     |
| 2022      | 12 Horas de Spa - TCR                | Rail Equip by Totcar Sport               |          |           |       |    |        |         | 3.º     |
| 2023      | CER - Clase 3                        | CD Plemar Sport                          | 8        | 5         | ?     | ?  | 5      | 256     | 8.º     |
| 2023      | CER - Trofeo Nacional Clio           | CD Plemar Sport                          | 8        | 1         | ?     | ?  | 4      | 74      | 3.º     |
| 2023      | Campeonato de España de GT           | R.A.C. Circuito Guadalope                | 2        | 0         | 0     | 0  | 0      | 6       | 44.º    |
| 2023      | 12 Horas de Spa - TCR                | Totcar Sport                             |          |           |       |    |        |         | 3.º     |
| 2024      | CET - Clase 3                        | CD Plemar Sport                          | 9        | 1         | ?     | ?  | 5      | 264     | 4.º     |
| 2024      | CET - Trofeo Nacional Clio           | CD Plemar Sport                          | 9        | 1         | ?     | ?  | 9      | 96      | 3.º     |
| 2024      | CER - Clase 3                        | CD Plemar Sport                          | 2        | 0         | ?     | ?  | 1      | 84      | 3.º     |
| 2024      | Copa Racer                           | Speedy Motorsport - E2P                  | 4        | 1         | 0     | 1  | 3      | 82      | 9.º     |
| Fuente:   |                                      |                                          |          |           |       |    |        |         |         |

## Resultados

### Copa Cooper/Racer
| Temporada | Escudería       | Rondas | Rondas | Rondas | Rondas | Rondas | Rondas | Rondas | Rondas | Rondas | Rondas | Rondas | Rondas | Rondas | Pos. | Ptos. |
| --------- | --------------- | ------ | ------ | ------ | ------ | ------ | ------ | ------ | ------ | ------ | ------ | ------ | ------ | ------ | ---- | ----- |
| 2021      | Aviastec Racing | NAV    | NAV    | CRT    | CRT    | MOT    | MOT    | JAR    | JAR    | JER    | JER    |        | SS100  |        | 5.º  | 147   |
| 2021      | Aviastec Racing | 6      | 13     | 5      | 4      | 3      | 3      | 3      | DSQ    | 4      | 4      |        |        |        | 5.º  | 147   |
| 2022      | Aviastec Racing | CAT    | CAT    | EST    | EST    | CRT    | CRT    | JER    | JER    | NAV    | NAV    |        | SS100  |        | 1.º  | 192   |
| 2022      | Aviastec Racing | 8      | 1      | 5      | 5      | 2      | 3      | 2      | 10     | 1      | 4      |        |        |        | 1.º  | 192   |